# Menig Alexander Matrosov
Menig Alexander Matrosov (russisk: Рядовой Александр Матросов) er en sovjetisk film fra 1947 af Leonid Lukov.

## Medvirkende
- Anatolij Ignatjev som Aleksandr Matrosov
- Pjotr Konstantinov som Ivan Tjumakov
- Konstantin Sorokin som Misja Skvortsov
- Shamsi Kijamov som Khadyn Abdurakhmanov
- Lavrentij Masokha som Vasja Petrov